# Gold Star FC
El Gold Star FC es un equipo de fútbol de Estados Unidos que juega en la National Independent Soccer Association, tercera división nacional.

## Historia
Fue fundado el 22 de julio de 2022 en la ciudad de Livonia, Michigan luego de que Gold Star Sports Management Group, liderado por el empresario Ucraniano-Americano Daniel Milstein, adquiriera al FC Santa Coloma de Andorra, el club fue establecido el mismo día que fue admitido en la National Independent Soccer Association (NISA). El 18 de octubre de 2022 el Gold Star FC Detroit anunció a Alex Lubyansky como el primer entrenador en la historia del club.
Solo dos meses después de que iniciara su temporada inaugural se reportó que el Gold Star FC Detroit perdía recursos y estaba en un problema financiero. En esa temporada de 2023 el Gold Star FC terminó en último lugar con 3 victorias, 3 empates y 18 derrotas, con 12 puntos en 24 partidos.
El 16 de febrero de 2024 la liga anunció que el Gold Star estaría en pausa para la temporada 2024 luego de que el club pasara a tener nuevos dueños, con planes de regresar a la competición en 2025.